# Petrellfjellet
Das Petrellfjellet (norwegisch für Sturmvogelberg) ist ein 2678 m hoher, markanter und hauptsächlich eisfreier Berg im ostantarktischen Königin-Maud-Land. Er ragt zwischen den Bergen Slokstallen und Grytøyrfjellet aus dem Luz-Rücken im Mühlig-Hofmann-Gebirge auf.
Norwegische Kartografen benannten den Berg und kartierten ihn anhand von Luftaufnahmen und Vermessungen der Dritten Norwegischen Antarktisexpedition (1956–1960).